# 백트랙 (운영 체제)
백트랙(BackTrack)은 정보 보안을 테스트하기 위한 오픈 소스 리눅스 배포판이다. 백트랙 안에는 해킹과 관련된 도구와 설명서가 들어있는데, 그 수많은 해킹 도구 때문에 해킹머신이라는 별명이 붙어있다. 마지막으로 출시된 버전은 2012년 8월 13일에 출시된 백트랙 5 R3 버전이지만 현재는 지원이 종료되었으며, 후속 버전인 칼리 리눅스로 이어진다.

## 역사
백트랙 배포판은 다음의 두 개의 배포판이 병합하여 탄생되었다:
- WHAX: SLAX 기반 리눅스 배포판
- Auditor Security Collection: 라이브 CD 기반 크노픽스

## 같이 보기
- 칼리 리눅스